# Eroe nazionale dell'Azerbaigian
Il titolo di Eroe nazionale dell'Azerbaigian è il più alto titolo onorifico dell'Azerbaigian.

## Storia
L'onorificenza è stata istituita il 25 marzo 1992 ed è stata assegnata per la prima volta nel giugno 1992.

## Assegnazione
Il titolo è assegnato ai cittadini per la difesa del paese e per il aver rafforzato lo Stato di diritto e per il contributo nel creare valori significativi nazionali.
- Mashallah Abdullayev
- Mubariz Ibrahimov[1]
- Maharram Seyidov
- Albert Agarunov
- Kerim Kerimov
- Riad Ahmadov
- Amiraslan Aliyev
- Ali Mammadov
- Emin Aliyev
- Mirasgar Seyidov
- Ibrahim Mammadov
- Mikayil Jabrayilov
- Nadir Aliyev
- Salatyn Asgarova
- Sayavush Hasanov
- Allahverdi Bagirov
- Faig Jafarov
- Eldar Mammadov
- Bahruz Mansurov
- Chingiz Mustafayev
- Ali Mustafayev
- Asif Maharramov
- Alif Hajiyev
- Shahin Taghiyev
- Telman Hasanov
- Yusif Mirzayev
- Zakir Majidov
- Ruslan Polovinko
- Javanshir Rahimov
- Murad Mirzayev
- Shukur Hamidov
- Samid Imanov
- Mazahir Rustamov
- Chingiz Gurbanov
- Anvar Arazov
- Anatoly Davidovich
- Isgender Aznaurov
- Aytakin Mammadov
- İlham Əliyev

## Distintivi
- La medaglia fino al 6 febbraio 1998 era una mezzaluna dorata rivolta a destra, al cui interno si trovava una stella a otto punte. Sul retro vi era la scritta "Eroe Nazionale dell'Azerbaigian".
- La medaglia dal 6 febbraio 1998 è una stella dorata.
- Il nastro è per un terzo azzurro, un terzo rosso e un terzo verde.